# Jaizkibel
Jaizkibel este o arie protejată (arie specială de conservare — SAC, sit de importanță comunitară — SCI) din Spania întinsă pe o suprafață de 2.469,82 ha, integral pe uscat.

## Localizare
Centrul sitului Jaizkibel este situat la coordonatele 43°21′27″N 1°51′18″W / 43.3576°N 1.8549°V.

## Înființare
Situl Jaizkibel a fost declarat sit de importanță comunitară în decembrie 1997 pentru a proteja 1 specie de plante și 39 de specii de animale. Situl a fost protejat și ca arie specială de conservare în iunie 2013.

## Biodiversitate
Situată în ecoregiunile atlantică și marină Atlantică, aria protejată conține 13 habitate naturale: Ape oligotrofe din câmpii nisipoase, cu un conținut foarte redus de minerale (Littorelletalia uniflorae), Păduri aluvionare cu Alnus glutinosa și Fraxinus excelsior (Alno-Padion, Alnion incanae, Salicion albae), Mlaștini calcaroase cu Cladium mariscus și specii de Caricion davallianae, Formațiuni ierboase bogate în specii de Nardus, dezvoltate pe substraturi silicioase în zone montane (și în zone submontane, în Europa continentală), Pajiști uscate atlantice de coastă cu Erica vagans, Păduri de stejar galițio-portugheze cu Quercus robur și Quercus pyrenaica, Mlaștini turboase de tranziție și turbării mișcătoare, Pajiști uscate europene, Pajiști uscate seminaturale și facies de acoperire cu tufișuri pe substraturi calcaroase (Festuco-Brometalia) (* situri importante pentru orhidee), Pajiști umede atlantice temperate cu Erica ciliaris și Erica tetralix, Pajiști cu Molinia pe soluri calcaroase, turboase sau argilos-nămoloase (Molinion caeruleae), Fânețe de joasă altitudine (Alopecurus pratensis, Sanguisorba officinalis), Faleze cu vegetație de pe coastele atlantice și baltice.
La baza desemnării sitului se află mai multe specii protejate:
- plante (1): Woodwardia radicans
- păsări (37): fâsă de pădure (Anthus trivialis), lăstunul mare (Apus apus), caprimulg (Caprimulgus europaeus), erete vânăt (Circus cyaneus), porumbel gulerat (Columba palumbus), cuc (Cuculus canorus), lăstun de casă (Delichon urbicum), șoim călător (Falco peregrinus), șoimul rândunelelor (Falco subbuteo), muscar negru (Ficedula hypoleuca), cufundar polar (Gavia arctica), cufundar mare (Gavia immer), cufundar mic (Gavia stellata), pescăriță râzătoare (Gelochelidon nilotica), Hippolais polyglotta, rândunică (Hirundo rustica), Hydrobates pelagicus, capîntortură (Jynx torquilla), sfrâncioc roșiatic (Lanius collurio), pescăruș negricios (Larus fuscus), pescăruș-cu-cap-negru (Larus melanocephalus), Locustella naevia, muscar sur (Muscicapa striata), vultur egiptean (Neophron percnopterus), pietrar sur (Oenanthe oenanthe), Phalacrocorax aristotelis, cormoran mare (Phalacrocorax carbo), mărăcinar (Saxicola rubetra), chiră de baltă (Sterna hirundo), Sterna paradisaea, chiră mică (Sternula albifrons), turturică (Streptopelia turtur), silvie de tufiș (Sylvia undata), chiră de mare (Thalasseus sandvicensis), sturzul viilor (Turdus iliacus), sturz (Turdus pilaris), pupăză (Upupa epops)
- nevertebrate (1): rădașcă (Lucanus cervus)
- reptile (1): Lacerta schreiberi

Pe lângă speciile protejate, pe teritoriul sitului au mai fost identificate 13 specii de plante, 3 specii de păsări, 3 specii de mamifere.